# Ахмед Салама (палестинський футболіст)
Ахмед Салама (араб. أحمد سلامة, нар. 7 листопада 1989, Рамалла) — палестинський футболіст, який грає на позиції захисника в палестинському клубі «Шабаб Аль-Амарі», та в минулому в національній збірній Палестини.

## Клубна кар'єра
Ахмед Салама народився у Рамаллі, та розпочав виступи нафутбольних полях у складі клубу «Шабаб Аль-Амарі», в якому грає впродовж усієї кар'єри гравця. У складі команди в 2011 році став переможцем чемпіонату Західного берега річки Йордан.

## Виступи за збірну
У 2009 році Ахмед Салама дебютував у національній збірній Палестини. У складі збірної в 2010 році Салама брав участь у футбольному турнірі Азійських ігор. у складі збірної грав до 2013 року, загалом зіграв у її складі 10 матчів, у яких забитими м'ячами не відзначився.